# Ferran de Querol i de Bofarull
Ferran de Querol i de Bofarull   (Reus, 18 d'octubre de 1857 - Tarragona, 27 de juny de 1935) va ser un advocat, polític i escriptor català.

## Biografia
Fill de Joaquim de Querol i Gatell, propietari de Torredembarra, i de Maria de la Misericòrdia de Bofarull i de Bofarull, de petit va viure al palau familiar de la família de la seva mare. Quan era adolescent, la seva família es traslladà a Tarragona. Es llicencià en Dret a la Universitat de Barcelona, ciutat en què residí uns anys amb la seva família, pel clima inquiet al Camp de Tarragona degut a les guerres carlines. Al tornar a Tarragona instal·là bufet d'advocat. El 1886 es casà amb Maria Elisa de Rius i d'Olózaga, filla del comte de Rius, tot i el caràcter liberal de la família Rius, ja que el pare de la seva dona era el cap del partit liberal, i els Querol-Bofarull eren conservadors. A diferència del seu pare, Ferran de Querol es dedicà a la política. D'ideologia conservadora, va ser diputat provincial en diversos períodes i presidí aquella corporació. També va ser governador civil interí el 1892 i alcalde de Tarragona a l'inici de la Dictadura de Primo de Rivera, President de la Cambra Agrícola Oficial, Comissari Regi d'agricultura, indústria i comerç, president de la Lliga d'Agricultors, vise-cònsol d'Àustria i president de la Societat Arqueològica Tarraconense. Col·laborà en periòdics i revistes, especialment a la Ilustració Catalana, i també al Semanario Católico de Reus i La Cruz de Tarragona. El 1893 es quedà vidu, i el 1899 es tornà a casar amb Maria dels Dolors de Duran i de Brichfeus, filla d'Enric de Duran i de Duran, aristòcrata i polític conservador de Barcelona. Llavors deixà la política i es dedicà a escriure. Segons l'erudit reusenc Joaquim Santasusagna, la seva obra, no gaire nombrosa, es caracteritza per dissenyar quadres de costums, amb precises descripcions i afecte pel que és accessori. A les obres que va escriure en català, el llenguatge que utilitza Querol és el característic de Reus. Els seus personatges no només usen el lèxic reusenc sinó els idiotismes que són freqüents a la comarca i les seves peculiaritats en la pronuncia. L'obra més coneguda és Los Porpras: crónicas familiares del tiempo del Rey Amadeo, publicada a Reus el 1930, on parla dels seus records d'infància al palau Bofarull de Reus i fa una descripció dels Bofarull (Los Porpras) i del període amb interès costumista. Un fill del seu segon matrimoni, Enric de Querol i de Duran, va ser el fiscal que va portar al patíbul al president Companys. Al carrer de Llovera de Reus Ferran de Querol es va fer construir per l'arquitecte Pere Caselles dos edificis modernistes en terrenys seus: cal Ferran de Querol el 1900 i la Casa Querol el 1901. A la carretera de Castellvell, probablement Domènec Sugranyes li va construir el mas del Querol.

## Obres[8]

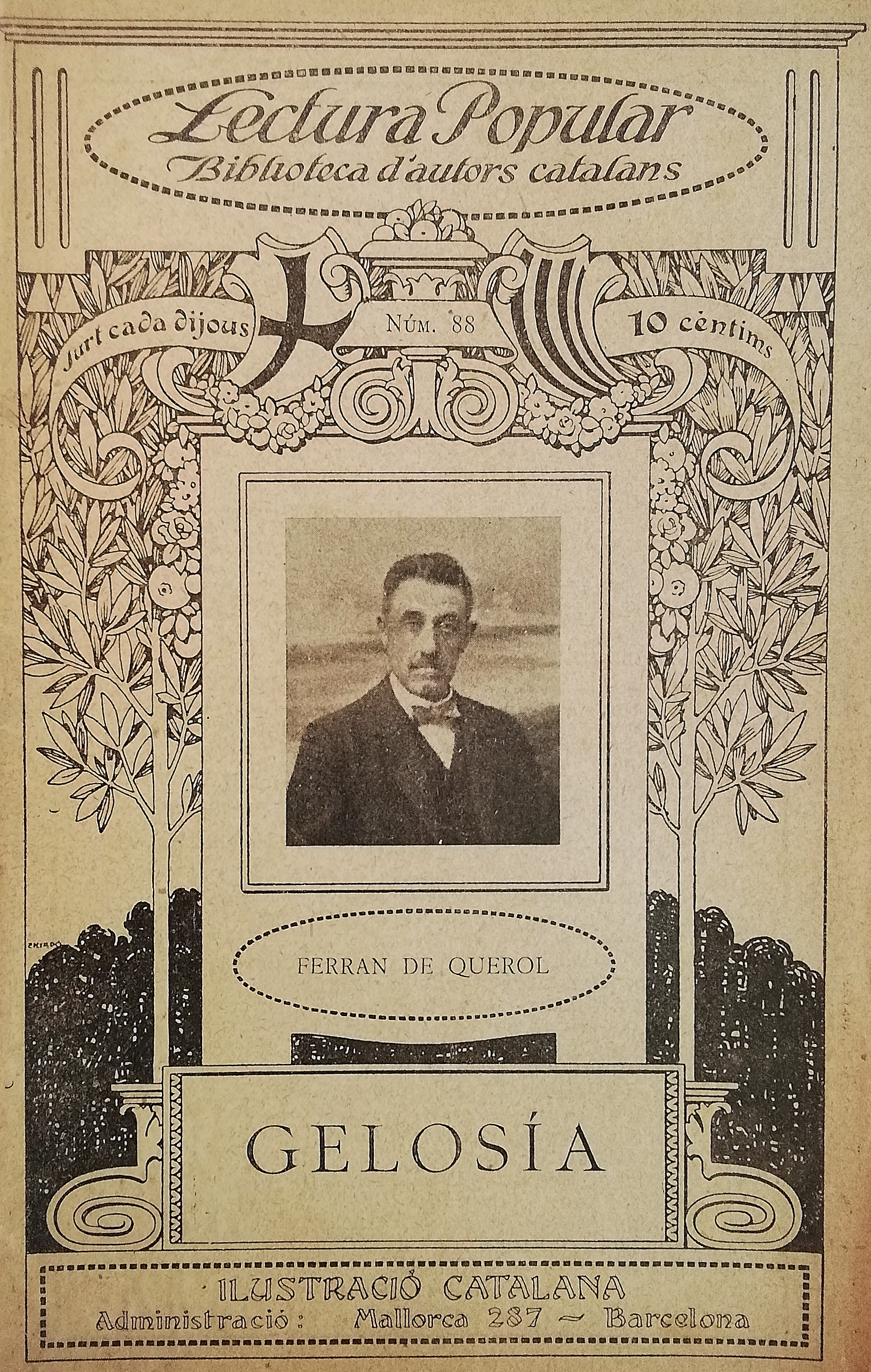
Gelosia, narració curta de Ferran de Querol. Publicada a la col·lecció Lectura Popular Biblioteca d'autors catalans de la Il·lustració Catalana l'any 1915

- Gelosia, narració curta de Ferran de Querol. Publicada a la col·lecció Lectura Popular Biblioteca d'autors catalans de la Il·lustració Catalana l'any 1915Amor i fe: poesías catalanas. Tarragona: F. Arís, 1901.
- Clixés (Quadrets). Tarragona: F. Arís i fill, 1902.
- Herèu y cabalé: costums tarragoninas. Tarragona: Francisco Sugrañes, impresor, 1903.
- Montserrat: siluetas tarragoninas. Tarragona: Sugrañes impressor, 1904.
- Oratges de tardor: novela histórica. Reus: Imp. Sanjuán Germans, 1909.
- Los Porpras. crónicas familiares del tiempo del rey Amadeo. Reus: Imp. José Sanjuán, 1930.
- Recull de contes

Joaquim Santasusagna comenta que va publicar el 1912 a Tarragona una obra titulada "Recull de contes". A més de diversos articles històrics i de recerca al Butlletí de la Societat Arqueològica Tarraconense.